# Вулиця Івана Богуна (Тернопіль)
Вулиця Івана Богуна — вулиця у житловому масиві «Східний» міста Тернополя.

## Відомості
Розпочинається від вулиці Андрія Малишка, пролягає на північний схід, після перехрестя з вулицею Глибокою — на північ до вулиці Євгена Мєшковського, де і закінчується. Довжина вулиці — 400 м. Вулиця забудована приватними будинками.